# Secesní architektura

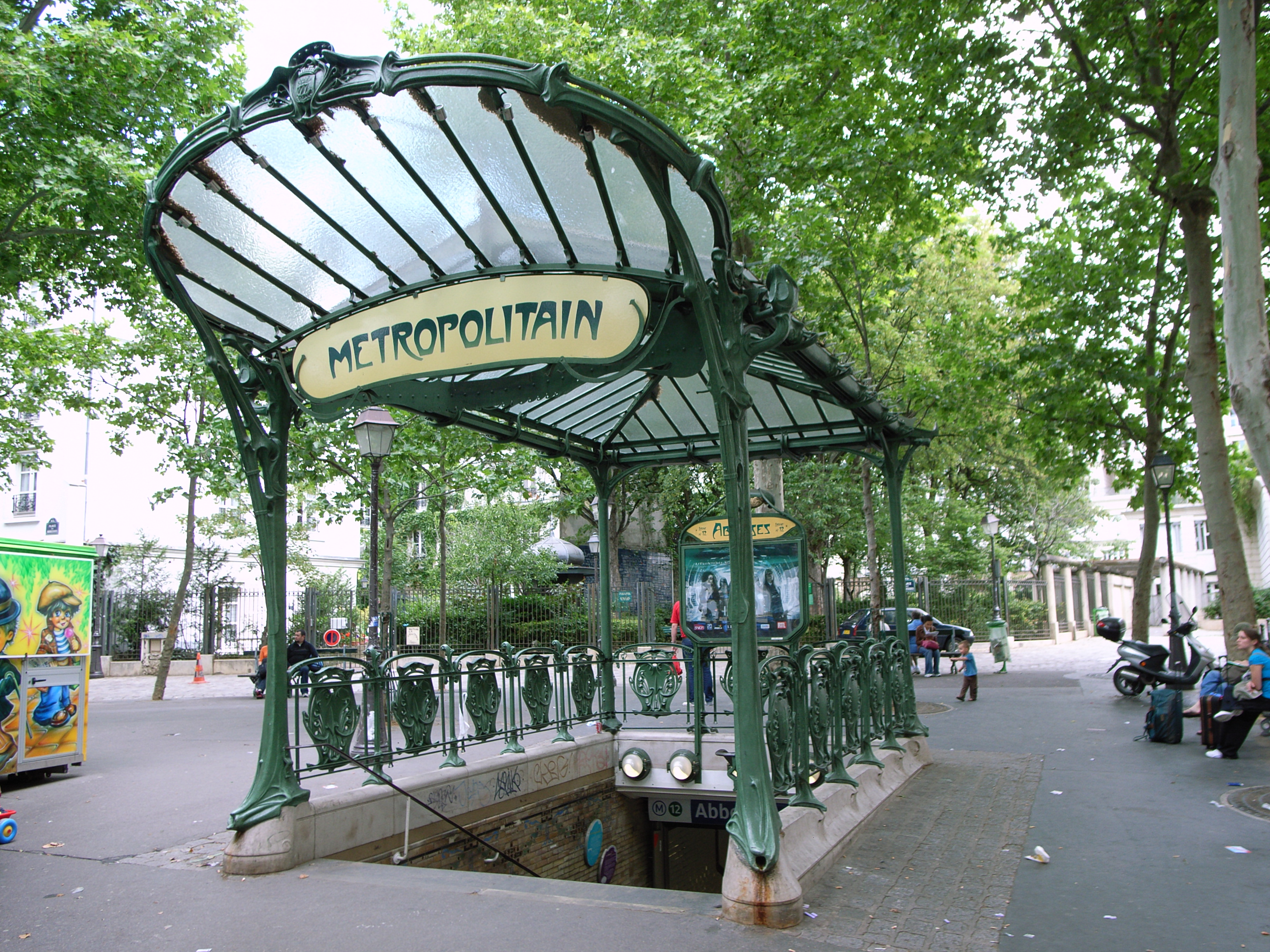
Secesní vstup do stanice metra Abbesses v Paříži

Secesní architektura je architektonický směr objevující se v 80. letech 19. století v Anglii. Secese zásadně ovlivnila ranou modernu, dílo Bauhausu (spolupráce umění a průmyslu) a připravila půdu pro funkcionalismus (užitkovost, prostornost). Od roku 1914 secesní architektura přestala vznikat a někteří architekti, např. v dekoraci střídmý Adolf Loos, přešli k moderní architektuře.
Cílem bylo vytvořit nový styl, který působil organicky a byl oproštěný od doby převládajícího historismu. V urbanismu přinesla secese podněty k zahradním městům. Těžiště architektury bylo ve výstavbě vil a kulturních budov.
Vedoucími centry byly: Skotsko, Belgie, Francie (Paříž a Nancy), Německo (Mnichov a Darmstadt), Rakousko (Vídeň), Itálie, Španělsko, New York, Rusko, Polsko, Nizozemsko, Skandinávie a Česko.

## Prvky secese
- křivka, linie
- rostlinný ornament
- dekorativnost
- prostornost a zdánlivá beztížnost
- průhlednost
- výrazný skelet

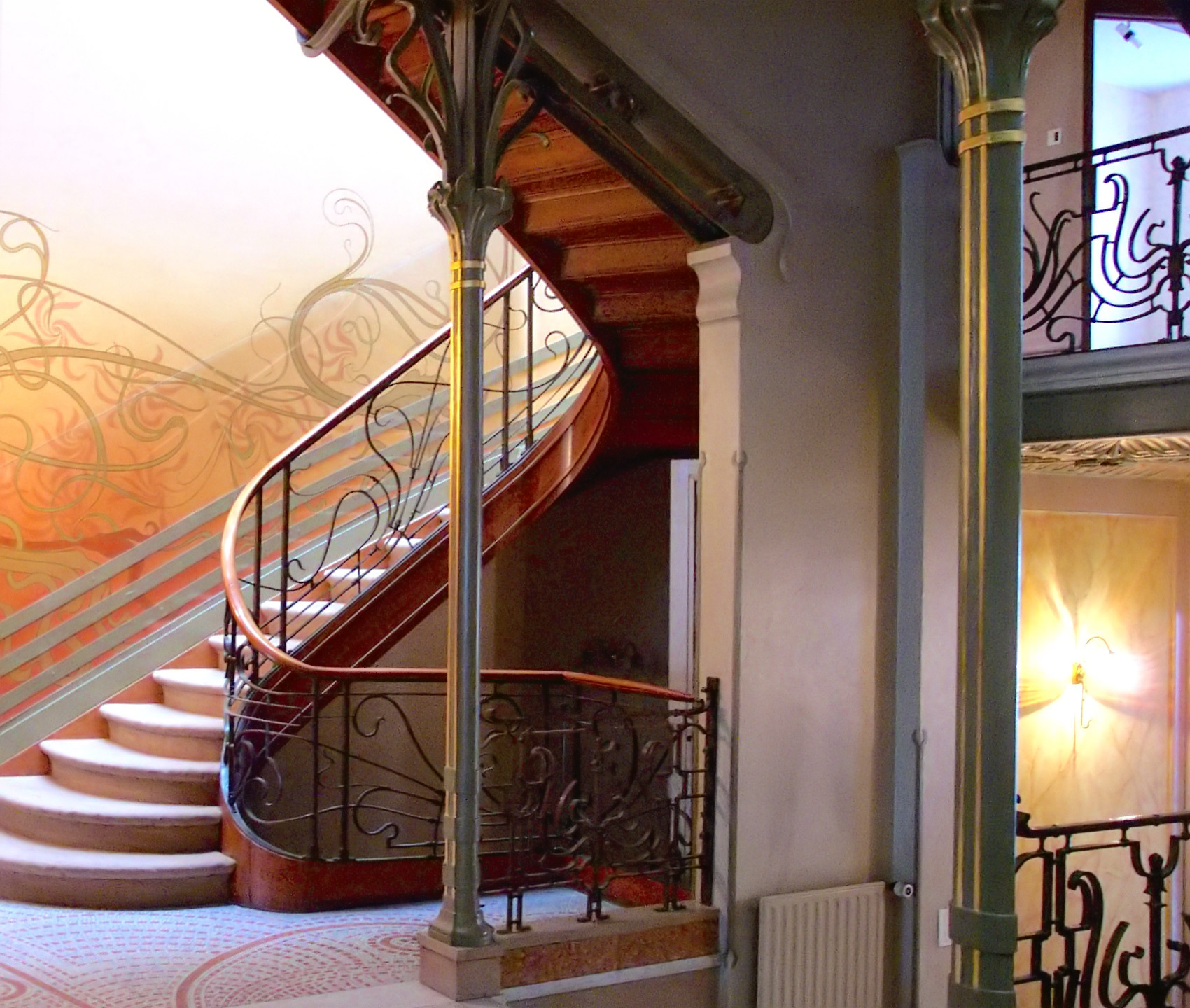
Schodiště v domu Tassel v Bruselu je charakteristické pro secesi svými zvlněnými křivkami, dekorativností a rostlinnými ornamenty

Často staviteli secesních staveb nebyli architekti, ale původně malíři. Přesto se mnoho secesních staveb vyznačuje zcela novým pojetím zpracování prostoru. Stavitelé odmítali historické prvky a řídili se jedině zákony konstrukce s plným uplatněním nových technických stavebních prostředků jako železa, oceli, betonu a skla.

## Významní představitelé
- Charles Rennie Mackintosh
- Charles Robert Ashbee
- Ernesto Basile
- Giuseppe Brega
- Alois Dryák
- August Endell
- Josef Fanta
- Antoni Gaudí
- Hector Guimard
- Paul Hankar
- Kamil Hilbert
- Victor Horta
- Dušan Jurkovič
- Jan Kotěra
- William Richard Lethaby
- Adolf Loos
- Lluis Domènech i Montaner
- Hermann Obrist
- Friedrich Ohmann
- Richard Riemerschmid
- Eliel Saarinen
- Fjodor Osipovič Šechtěl
- Henry van de Velde
- Otto Wagner

## Významné stavby (řazeno chronologicky)

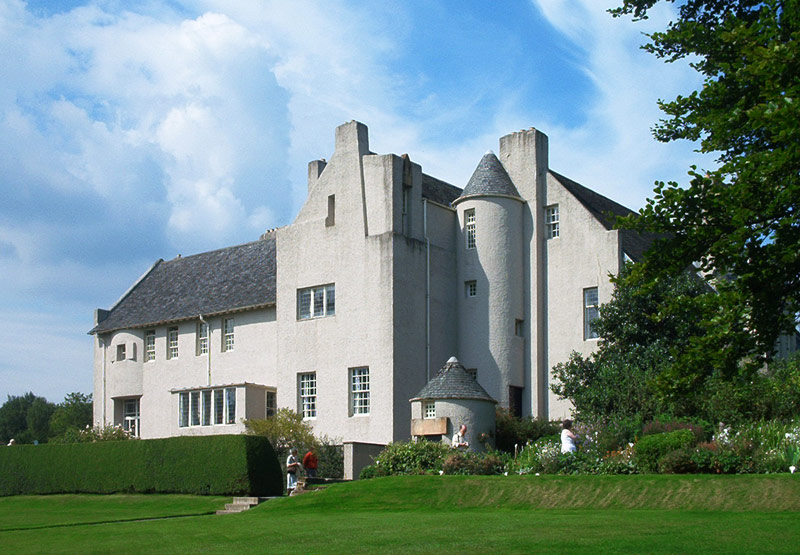
Charles Rennie Mackintosh: Hill House Helensburg, 1901. Přísné uspořádání je charakteristické pro Glasgowskou školu.

- 1893 Victor Horta: Brusel, dům ing. Tassela v Rue de Turin. Nejranější doklad secesní budovy. Dosti nenápadná fasáda dává jen málo tušit rozmařilé bohatství materiálu a výzdoby uvnitř. Převzal dynamické linie hnutí modern style. Hru linií a květinových ornamentů přenesl i na nosnou stavební konstrukci. Kámen nahradil železem.Hotel Solvay (1894), Maison du peuple (1897–1899)
- 1893 Paul Hankar: Brusel, Maison Hankar. Hankarův dům (dokončený ve stejném roce jako Hortův Hôtel Tassel) je jednou z prvních staveb ve stylu belgické secese.
- 1895 Henry van de Velde: Brusel, dům Bloemenwerf v Uccle. Umělcův dům. tzv. dynamická secese. Rohy a hrany přecházejí ve zvlněné linie.
- 1896 August Endell: Mnichov, průčelí fotoateliéru Elvira
- 1897–1898 Joseph Maria Olbrich: Vídeň, pavilon Secese
- Charles Rennie Mackintosh: Glasgow, Glasgow School of Art (Umělecká vysoká škola). Spojuje pevné stavební prvky s asymetrickým půdorysem a nárysem.
- 1889 Henry van de Velde: Berlín, Kadeřnictví Haby. Vyvolal hodně protestů, protože elektrické vedení bylo vidět a bylo dekorativním prvkem.
- 1899–1904 Hector Guimard: Paříž, vchody do metra. Z litiny zformované do tvarů rostlin. Organický jazyk maskuje účel.
- 1899 Louis Sullivan: Chicago, obchodní dům C. P. Scott
- 1901 Charles Rennie Mackintosh: Helensburg, Hill House. Obložení bíle natřeným dřevem v interiéru je typický znak Mackintonoshova díla.

- 1901 Richard Riemerschmid: Mnichov, Komorní divadlo
- 1901 Joseph Maria Olbrich: Darmstadt, Mathildenhöhe domy umělců
- 1902 Henry van de Velde: Hagen, muzeum Folkwang. V centrální hale stojí fontána s chlapci od Minnea. Rozmach linií vytváří prostorovou jednotu.
- 1904 Eliel Saarinen: Helsinky, nádraží
- 1904–1908 Giuseppe Brega: Pesaro, vila Ruggeri
- 1905–1906 Otto Wagner: Vídeň, Poštovní spořitelna
- 1905–1911 Josef Hoffmann: Brusel, palác Stocletových
- 1906 Henry van de Velde: Výmar, Škola uměleckých řemesel
- 1906 Otto Wagner: Vídeň, mramorový chrám ve Steinhofu
- 1907–1907 Joseph Maria Olbrich: Düsseldorf, obchodní dům Tietz
- 1907–1908 Richard Riemerschmid: Drážďany, zahradní město Hellerau. První a nejznámější zahradní město v Německu. Do 20. let bylo centrem hnutí za reformu života a poskytovalo podněty v oblasti gymnastiky a tance (Mary Wigmanová).
- 1907 Joseph Maria Olbrich: Darmstadt, Svatební věž
- 1909 Peter Behrens: Berlín, továrna AEG na turbíny
- 1909 Richard Riemerschmid: Drážďany, Hellerau

### Významné secesní stavby v Česku

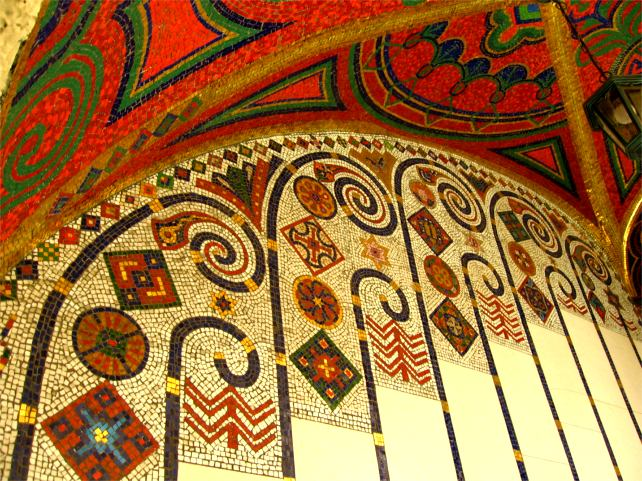
Vila Primavesi v Olomouci – mozaika nad schodištěm

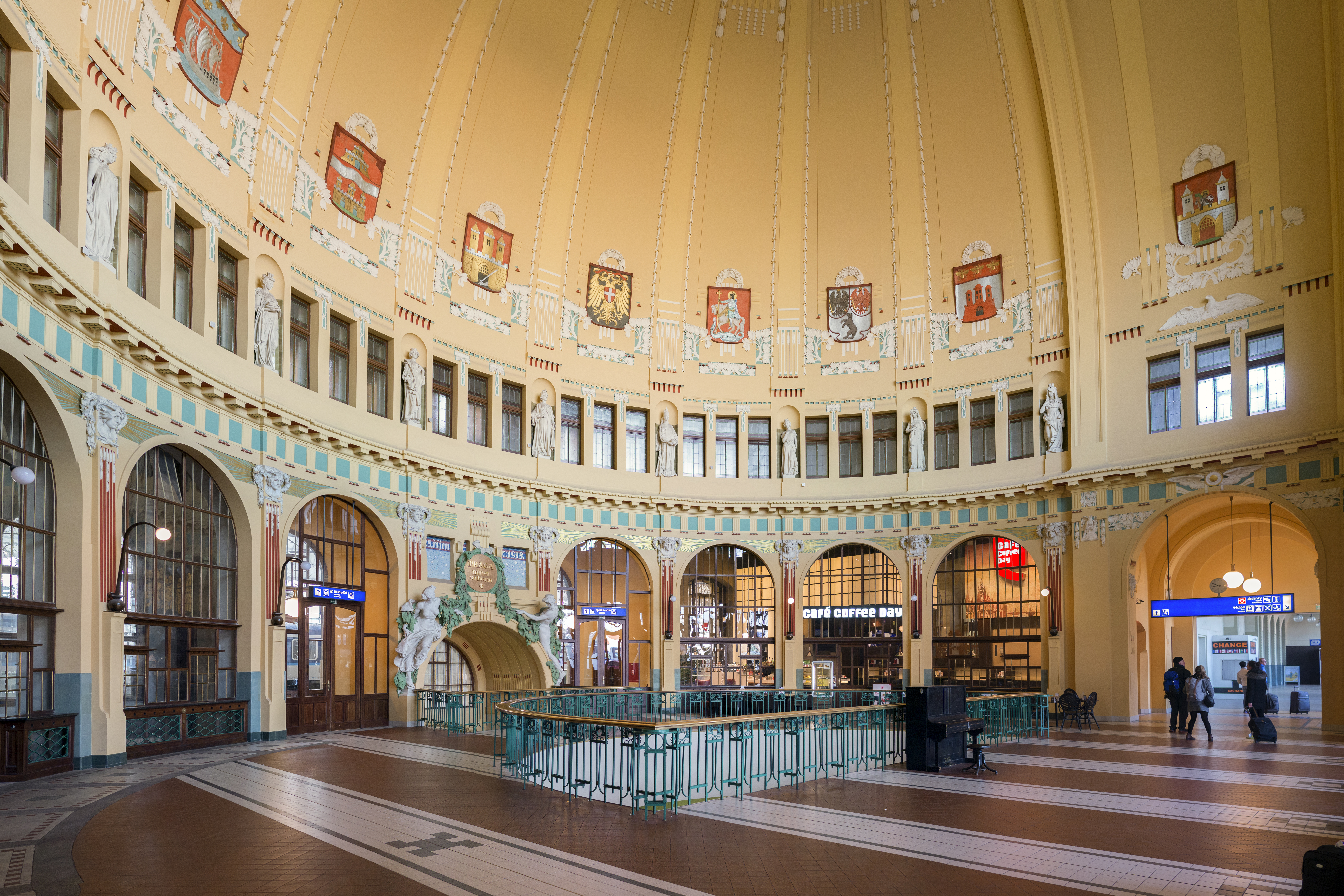
Odbavovací hala Fantovy budovy na hlavním nádraží v Praze postavená v roce 1909

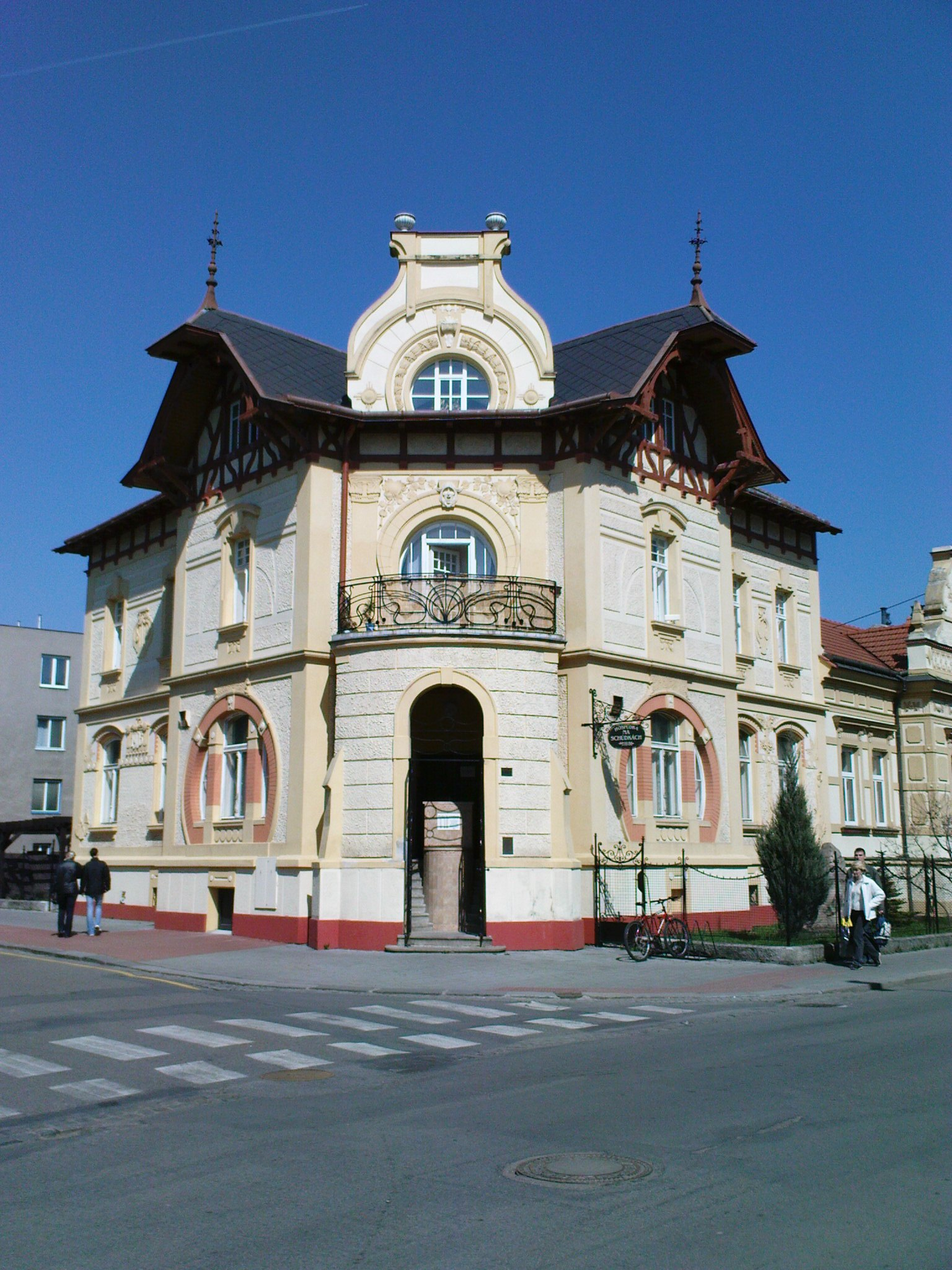
Hospůdka na Schůdkách v Kroměříži – ukázka belgické secese, 1905

- Fantova budova Hlavního nádraží v Praze od Josefa Fanty (1901–1909)
- Obecní dům v Praze od Antonína Balšánka a Osvalda Polívky (1905–1911)
- Palác Koruna na Václavském náměstí v Praze (1912)
- Vila Primavesi od Franze von Krausse a Josefa Tölka v Olomouci (1905)
- Peterkův dům, Praha 1 (arch. Jan Kotěra)
- Bílkova vila v Praze-Hradčanech od Františka Bílka (1911)
- Dům spolku Hlahol od Josefa Fanty na Masarykově nábřeží v Praze (1903)
- Paláce Topič a Praha od Osvalda Polívky na Národní třídě v Praze
- hotel Evropa (Václavské nám. 25) v Praze (1903–1905)
- Peterkův dům od Jana Kotěry na Václavském náměstí (čp. 772 /12) v Praze
- Muzeum Východních Čech v Hradci Králové od Jana Kotěry (1909–1913)
- Hotel Central (Hybernská ul. 10, čp. 1001) v Praze podle plánů Friedricha Ohmanna, kolem roku 1900
- Národní dům v Prostějově od architekta Jana Kotěry (1905–1907)
- měšťanské domy stavitele Karla Bubly v Plzni – Dominikánská ul. 7 (čp. 283), domy v Hálkově ulici
- Divadlo od Antonína Balšánka v Pardubicích (Wikimedia Commons: Městské divadlo, nám. Republiky 50, Pardubice 2.JPG)
- starokatolický kostel povýšení sv. Kříže od Josefa Zascheho v Jablonci nad Nisou
- lázeňské domy od Dušana Jurkoviče a sanatorium Smetana od Emila Králíka v Luhačovicích
- Mohyla míru na Slavkovském bojišti (na návrší u obce Prace u Brna) podle návrhu Josefa Fanty (1912)
- secesní přístavba hotelu Grand (Benešova ul.) v Brně (kolem roku 1900)
- Hospůdka na Schůdkách v Kroměříži, Havlíčkova ul. (ukázka v Česku poměrně vzácné tzv. belgické secese, 1905)